# Tetragnatha streichi
Tetragnatha streichi là một loài nhện trong họ Tetragnathidae.
Loài này thuộc chi Tetragnatha. Tetragnatha streichi được Embrik Strand miêu tả năm 1907.